# Historia del Nuevo Reino de Granada
Este artículo trata de la historia del actual territorio de Colombia entre el período de 1550 y 1718.
Atendiendo los reclamos de Gonzalo Jiménez de Quesada, Carlos V concedió a Santafé el título de ciudad el 27 de julio de 1540. A pesar de no ser un virreinato en sí, el Reino de Nueva Granada fue organizado bajo la autoridad de la Real Audiencia de Santafé. La Real Audiencia fue creada por la Cédula Real del 17 de julio de 1549.

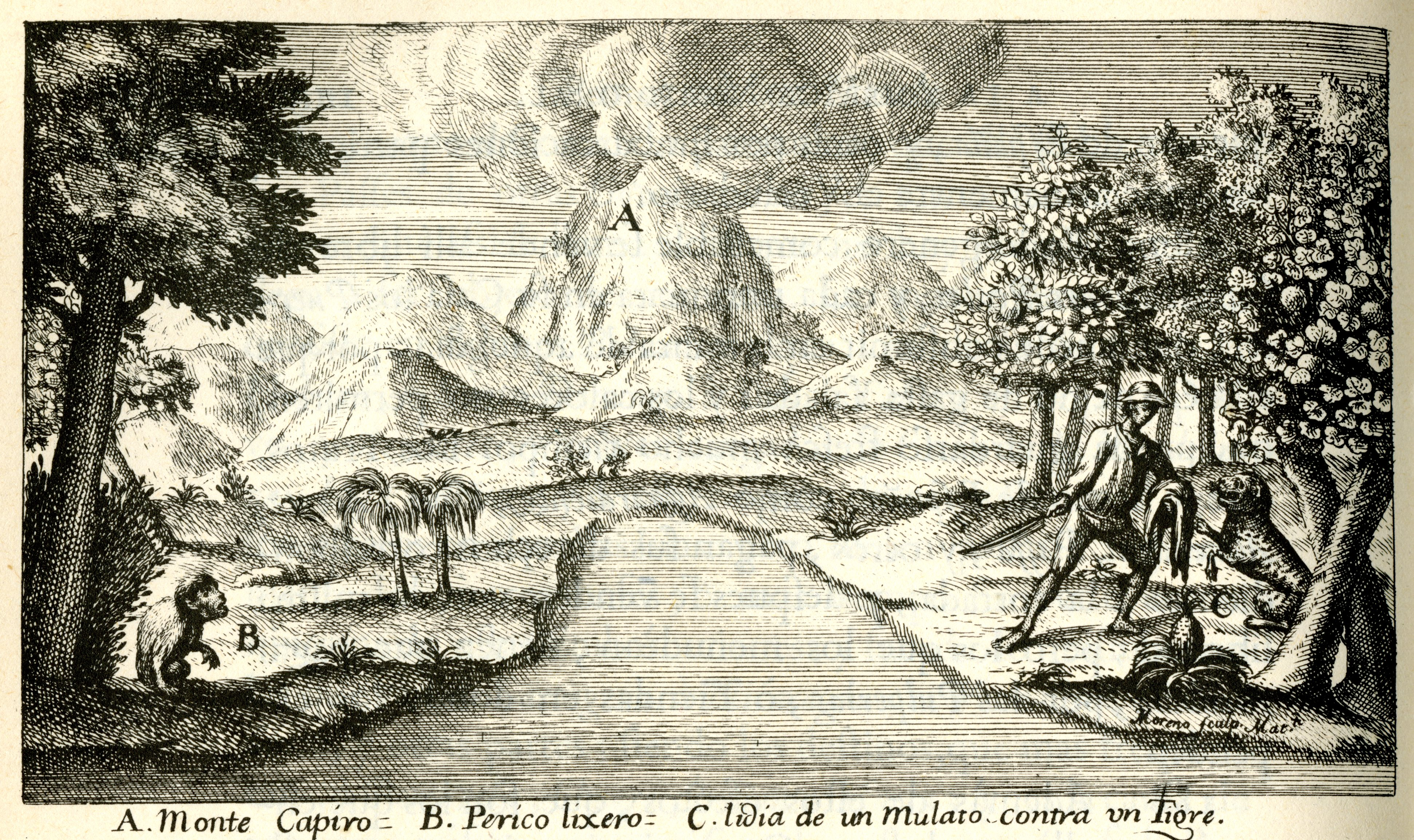
Paisaje Rural del Nuevo Reino de Granada según un grabado de Jorge Juan y Antonio de Ulloa.

## La Real Audiencia de Santafé
Para establecer un gobierno civil en la Nueva Granada, una real audiencia fue creada en Santafé entre 1548-1549, un cuerpo que combinaba la autoridad ejecutiva y judicial, hasta que un presidente o gobernador fue establecido en 1564, asumiendo poderes ejecutivos. En este punto, la Nueva Granada era considerada una capitanía general del Virreinato del Perú. La jurisdicción de la real audiencia se fue extendiendo con el tiempo sobre las provincias circundantes que se iban constituyendo alrededor del territorio correspondiente a la Nueva Granada.
La autoridad de la Real Audiencia de Santafé comprendía los territorios de las provincias de Santa Marta, Río de San Juan, Popayán, Guayana y Cartagena. Aunque, las provincias de Caracas, Cumaná, Guayana y Maracaibo dependieron de la real audiencia, en diversas ocasiones, se alternaba en esta función, sobre todo en el ámbito judicial, con la Real Audiencia de Santo Domingo, dependiente del Virreinato de la Nueva España.
La real audiencia era un órgano supremo de poder, administraba la justicia, organizaba la administración pública y se le encargó "pacificar" el territorio. La primera sesión de la Real Audiencia de Santafé se hizo el 7 de abril de 1550 en una casona que daba a la hoy plaza de Bolívar, lugar del actual Palacio de Justicia. Los Magistrados de la Real Audiencia, eran conocidos como oidores. Molesto con la gestión de los oidores, Madrid enviaba a los visitadores. Esto probó ser bastante ineficaz, por eso solo duró entre 1545 y 1558. Madrid decidió enviar a Santafé de Bogotá un hombre fuerte para controlar la situación. Por eso, desde 1564 hasta 1717 en la Nueva Granada existió un presidente, quien controlaba a la real audiencia. En 1715, los oidores se rebelaron contra Don Francisco Meneses Bravo de Saravia, originando una crisis en el sistema presidencial, el golpe contra Meneses y la nueva situación política en España para la época, acabaron con la presidencia y dio origen al Virreinato de Nueva Granada.

## Desarrollo histórico: la monarquía española (1538-1717)
La Casa de Contratación, después de cumplir con su labor primera con las Indias: Adelantar a los primeros que la conquisten. Entra a su segunda etapa, la colonización de las tierras y su explotación plena: mediante evangelización violenta, burocratización y civilismo de la Administración, nuevas subdivisiones administrativas, rígidos controles tributarios y económicos, esclavitud, abolición del trueque y las otras formas de vida indígenas, que sobreviven en la penumbra. Este choque entre las culturas autóctonas, los españoles, los negros y sus culturas serán el punto de referencia para muchas ventajas y problemas que surgen más tarde.

### La España cultural y orden de llegada
España, es una nación que dentro de ella misma cuenta con otras culturas radicalmente diferentes, que fueron unificadas bajo la corona de Castilla en 1492, aunque cada una conservaba cierta independencia: Los Fueros Vascos de Guernica (País Vasco y Navarra), Las Cortes de Aragón (Aragón y Cataluña), entre otros, pues las comunicaciones viales eran bastante escasas y era imperativo que alguien administrara los ayuntamientos, lo que con el tiempo evolucionó en sentimientos regionalistas y nacionalistas. Esto produjo diferencias significativas que se reflejarían en América.
Aunque muchos lo nieguen, el orden de llegada de los españoles a Colombia influenció mucho al desarrollo cultural y económico. A pesar de que los primeros conquistadores eran de origen extremeño (Extremadura, Oeste de España), esto no tuvo tanta importancia en Colombia como en otras partes, como por ejemplo, México. Después de los extremeños, los que llegaron a las Indias fueron los Andaluces (Andalucía), destacados andaluces son Gonzalo Jiménez de Quesada y Sebastián de Belalcázar. Aunque en la Colonia, los primeros colonizadores eran en su mayoría de origen andaluz, estos se asentaron en la costa, sobre todo en Cartagena de Indias, y Santa Marta en menor medida. Esto se refleja hoy y durante toda su historia, en el particular golpeo, la contracción de palabras, uso más amplio del tuteo, la fuerza y calidez al hablar y la omisión de letras como la "s" y la "r" en el dialecto cartagenero común; esto también se reflejó en la comida, que ya de Andalucía venía enriquecida por los árabes; los tejados cartageneros, guardan religiosamente la delicadeza de la técnica mozárabe de alfarería, al igual que la orfebrería momposina, que es la mezcla entre los conocimientos previos de la filigrana zenú con las artes decorativas orientales.
Pero, ¿Por qué los andaluces primero?. Sencillo, la Casa de Contratación estaba en Sevilla, que es Andalucía, los Andaluces decidieron explorar América por esta coyuntura política y además porque les quedaba más cerca, además que los puertos que iban a América eran: Sanlúcar de Barrameda, Palos de la Frontera y ocasionalmente Cádiz, todos ellos en Andalucía.
Los andaluces, que al principio administraban, fueron lentamente relegados por otras gentes a las labores de Encomienda, Mita, y Comercio.
Después de los andaluces, casi 50 años después, llega una oleada de Toledanos, Castellanos y Madrileños, quienes se asientan en zonas más acordes a las temperaturas medias de sus regiones de origen, es decir, el interior. Es por eso, que los dialectos del interior son de tono más pausado y en ciertos casos conservan raíces peninsulares fuertes, como el voseo y el ustedeo, a esto se le suma, que los indígenas iban también haciendo sus aportaciones, y esto se nota sovbremanera en el altiplano Cundiboyacense, con neologismos contribución de los Muiscas, como "chicha", "chusca" y "chimba", entre otras que comienzan por "ch".
Luego de estas dos oleadas, el orden se volvió irregular, sobre todo cuando se instiuyó el virreinato y el monopolio andaluz sobre el comercio americano se rompe.

### El mestizaje
Con la llegada masiva de españoles a las nuevas tierras americanas, comenzó el proceso del mestizaje: mezcla de etnias en América. Los primeros conquistadores, encontraron interesantes y exóticas a las indígenas amerindias y tuvieron hijos con ellas, estos hijos fueron los primeros productos del mestizaje. 
A principios de la colonia, los españoles, los indígenas y posteriormente los negros vivían separados y no sostenían relación alguna. A la mayoría de los mestizos se les consideraban como "gente vil" y se les negaba el derecho de ocupar cargos altos. El papel del mestizo en la Colonia fue un factor de inestabilidad, no tenían un lugar definido en la sociedad y era rechazado tanto por los indígenas como por los españoles. 
Con el tiempo, los primeros matrimonios interraciales se fueron dando, y para 1600 los mestizos como tal ya conformaban una parte de la sociedad. A la mezcla de españoles con indígenas, se sumó la de los negros, quienes también pusieron su cuota a este proceso. Los párrocos llevaban tres registros separados: uno para los "españoles", otro para los "indios" y un tercero para las "castas de mezcla"
Para acrecentar las diferencias dentro del mestizaje crearon varias expresiones despectivas, por ejemplo y en relación con la sensibilidad olfativa se decía que "el blanco" despedía olor a "pezuño", el caso de los cuadrúpedos patihendidos (vacunos, ovejas, cerdos, etc.); que "el indio" aportaba olor a "posca"; la mezcla de agua y vinagre y, la mezcla con negro destacaba un olor a "grajo", fuerte sudoración de las axilas.

### La evangelización
Con el establecimiento oficial de los primeros obispados, misiones eclesiásticas la política de la corona era clara: evangelizar a toda costa la población indígena de América. La Corona Española era la defensora del catolicismo en el mundo, producto de la influencia política que ejercía y que se vio manifestada con claridad en el Concilio de Trento y, y para mantener ese título espiritual, se dedicó a imponer el catolicismo a los habitantes originales de sus colonias. 
Al principio, los españoles intentaron imponerla mediante la represión directa a cada indio, haciendo que obedeciera, pero esto era demasiado dispendioso, y tenía la tendencia a la violencia como respuesta por parte de los indios, que fue lo que ocurrió en la cultura Tayrona y el intento de expulsión por parte de los manicatos a los españoles
Por tanto, con más personal eclesiástico a la mano, y la asignación de gobernadores civiles a las divisiones administrativas, los militares y la iglesia planearon una nueva estrategia: evangelizando a los caciques y líderes espirituales a la fuerza. Tomando menos tiempo, menos gente y más efectividad, pues los indios obedecían los designios de sus caciques, que después de dispendiosas visitas de los españoles, contaban a sus súbditos del "sueño" que tuvieron donde vieron al "nuevo dios", que era "el dios de nuestros amigos españoles" y que todos, por ello debemos obedecer y ceder al "mandato divino". Muchos se negaron y continuaron con sus costumbres, y otros como los Mayas de la zona de Chiapas combinaron sus tradiciones con lo cristiano, esto también se dio en Cuba, donde el catolicismo con visos animistas existe
Finalmente, para 1650, en los territorios colombianos toda forma de religión precolombina había desaparecido.

### La estructura administrativa. La ley indiana
Con el objeto de reglamentar organizadamente a las Américas, se reunieron en Burgos, por orden de Felipe V el Prudente, las Cortes Generales de Castilla y León, con representantes especiales de la Chunta Aragonesa para definir un marco legal estable para las Indias. Estas leyes de Burgos, prohibieron la explotación indígena -cosa que no se cumplió-, establecieron las encomiendas, las mitas y el resguardo. Este conjunto de leyes fue conocida como la Ley Indiana.
En esta convención, se reglamentaron los dictámenes previos y la mayoría de las capitulaciones hechas por la Casa de Contratación y el Consejo de Indias, además de establecer un margo general a la actuación de los funcionarios coloniales, estructuró las divisiones administrativas en Virreinatos, Capitanías Generales y estos a su vez en gobernaciones, villas y corregimientos. 
Colombia quedó dividida en las Gobernaciones de Cartagena, Santa Marta y Popayán, pero el centro del país la Gobernación de Bogotá tomó el nombre de Nuevo Reino de Granada. También quedaron las Gobernaciones de Coro, Quito.

### Sistema tributario colonial
La tributación colonial, a pesar de ser asfixiantemente centralizada, era regulada por las regiones, lo que conducía a abusos de las autoridades locales. 
Los impuestos se dividían en dos grupos, los impuestos sobre el comercio transatlántico, compraventa y las rentas, sobre los de bienes de consumo y los eclesiásticos. 
En el plano del comercio transatlántico, el principal impuesto era el Almojarifazgo, tanto por ciento cobrado por las Aduanas de las Gobernaciones a razón de los productos que entraban o salían a territorios del imperio, o que se comerciaban entre puertos dentro de él. El Almojarifazgo era determinado por cada Director de Aduana, o Almojarife en cada zona. Cada Aduana, usualmente exigía impuestos conexos al Almojarifazgo exigida por la corona; estas exigencias, obedecían a los intereses personales de las élites hacendadas, que querían defender sus productos de la competencia española o de otras regiones. Con la llegada del virreinato, que afianzó la centralización, y las relaciones de mando con la península, estos impuestos conexos al Almojarifazgo fueron desapareciendo, pues eran castigados con la democión y posiblemente, un juicio, el cual usualmente fallaba en contra del acusado. Si la Aduana exigía a los comerciantes marítimos el Almojarifazgo, los contratos de compra y venta de mercancías, ya sean importadas desde España o producidas en las colonias tenían que pagar el sello de Alcabala (similar al IVA), esta tarifa era exclusiva de cada Gobernación y el monto recaudado era considerado ingreso de la Hacienda Pública de las Gobernaciones.
La renta fue un concepto introducido por los españoles a América, pues los indígenas no la contabilizaban y la mayoría de sus tierras eran comunales. Todos los súbditos del reino, pagaban el Quinto real, el equivalente al impuesto de renta. El Quinto era pagado anualmente a los Almojarifes, quienes las contabilizaban y controlaban la evasión. Naturalmente, esta última función era omitida con frecuencia gracias a contribuciones extraordinarias de los declarantes (usualmente españoles con la suficiente influencia y dinero). El problema del Quinto Real, además de la corrupción de los Almojarifes y la ausencia de contadores asignados por Madrid para cuidar de las arcas de su majestad -aunque su efectividad fuera poca- era perfectamente claro que el Quinto Real no era un impuesto para los españoles residentes en las Indias, pues para ellos regalar un quinto de su infinita riqueza, gracias a los monopolios que solo ellos controlaban era una erogación pírrica al año. Los indígenas y los artesanos (mulatos y zambos libertos) les tocaba hacer esfuerzos sobrehumanos, pues es Quinto significaba mucho para ellos, ya que como mucho, ellos eran propietarios de una casa, que tenían que hipotecar a los usureros -españoles- para poder pagar el Quinto, además de los vicios a los que muchos eran adictos y eran también controlados por los españoles por medio de monopolio: los Estancos.
Los estancos, eran instituciones privadas, que se les encomendaba la labor de controlar los llamados productos "estancados" o bienes de consumo monopolizados por una sola persona en un territorio y cuyo precio era manejado a su antojo. Pareciera que estos monopolios no prosperarían, pues naturalmente los dueños elevarían los precios hasta que la gente no comprara; pero la gracia de los Estancos era que los productos que ellos comerciaban eran o vicios o productos absolutamente necesarios. Los cuatro estancos establecidos en el actual territorio nacional fueron: Aguardiente, Tabaco, Juegos y Dados y la Sal. Como establecimientos privados que eran, los libros de contabilidad y sus sistemas de administración eran privados, y poco se conoce de estos más allá de las capitulaciones hechas por las Autoridades a las personas naturales que los administraban. La palabra "estanco", hoy en Hispanoamérica es referida al sitio específico de venta de licores, tabaco y donde la gente juega; el origen de esta palabra, es que los estancos en cada región eran concentrados en una sola casa, a la cual todos los que quisiesen consumir, tenían que ir. Se sabe que el estanco de la sal, por la naturaleza básica y de primera necesidad de su monopolio tenía la obligación de tener sucursales o subcontratar expendedores en los mercados públicos y los pueblos.
Por último, en las colonias, la iglesia no recibía recursos directos desde la corona, y si recibía, eran mínimos, además de la limosna recogida en la misa, la Iglesia Católica pedía a sus feligreses empadronados en las parroquias un décimo de su ganancia anual para el sostenimiento del clero. Este impuesto, administrado directamente por los obispos, era el Diezmo. Este era voluntario, como se sigue haciendo hasta la actualidad.
Como podrán ver, los impuestos coloniales eran más bien restrictivos y sin ninguna función de recaudo para obras públicas. Solamente eran usados para el sostenimiento de la burocracia colonial y la explotación de los indígenas y mestizos. A la larga esto fue un motivo para que los criollos se rebelaran a la corona siglos después.

### Las encomiendas
Dentro de lo establecido en las leyes de Burgos, los españoles que tuviesen la suficiente capacidad económica y conocimiento del parcelamiento de tierras y la administración de haciendas, se les podría "encomendar" a un número de indios para que ellos le pagasen alrededor de 700 Ducados (Unos 1000 Dólares de hoy) de que el les diese casa y comida. Todo esto también tenía una función evangelizadora y urbanizadora conexa, pues los encomenderos eran enviados a zonas inhóspitas -donde la iglesia no llegaba- y además el número de indios que se les encomendaba superaba los mil, así que las encomiendas eran pueblos después de todo. 
La malicia de los españoles encomenderos fue voraz, realmente, la ley española protegía a "los naturales americanos" y los trataba como "súbditos leales de la corona" que eran "propietarios" de la tierra que cultivaban y vivían, pero los encomenderos torcieron la ley hasta que se hacían con la tierra, expropiando todos los bienes y desterrando a los indios. Por eso los encomenderos se enriquecieron a lado y lado, pues ganaban dinero de su "labor cultural y espiritual" y además concentraban tierras por esas expropiaciones.
La encomienda, se considera la base de la economía colonial, pues era el centro de producción agrícola y también minera, aunque las minas eran separadas de la encomienda misma, y a ellas se les llamaban "mitas". Las mitas, eran las minas o canteras donde los indios y esclavos más fuertes trabajaban desde el amanecer hasta la salida de la luna, y desde la mita, ellos se dividían entre indígenas (quienes se iban a su resguardo) y esclavos, que se iban a las encomiendas, donde tenían sus dormitorios. El resguardo, era una figura creada por las autoridades coloniales, para las comunidades indígenas que trabajaban en las mitas, y en los resguardos descasaban para volver a trabajar. Los resguardos eran administrados por los indígenas pero se consideraban subordinados al encomendero.
Además de las encomiendas, que se consideraban la base de la producción, también existían pocas ciudades, que centralizaban los mercados y la administración. Estas encomiendas eran las que administraban los bienes que sacaban de Venezuela y otros países.

### Cartagena: la Llave de las Indias

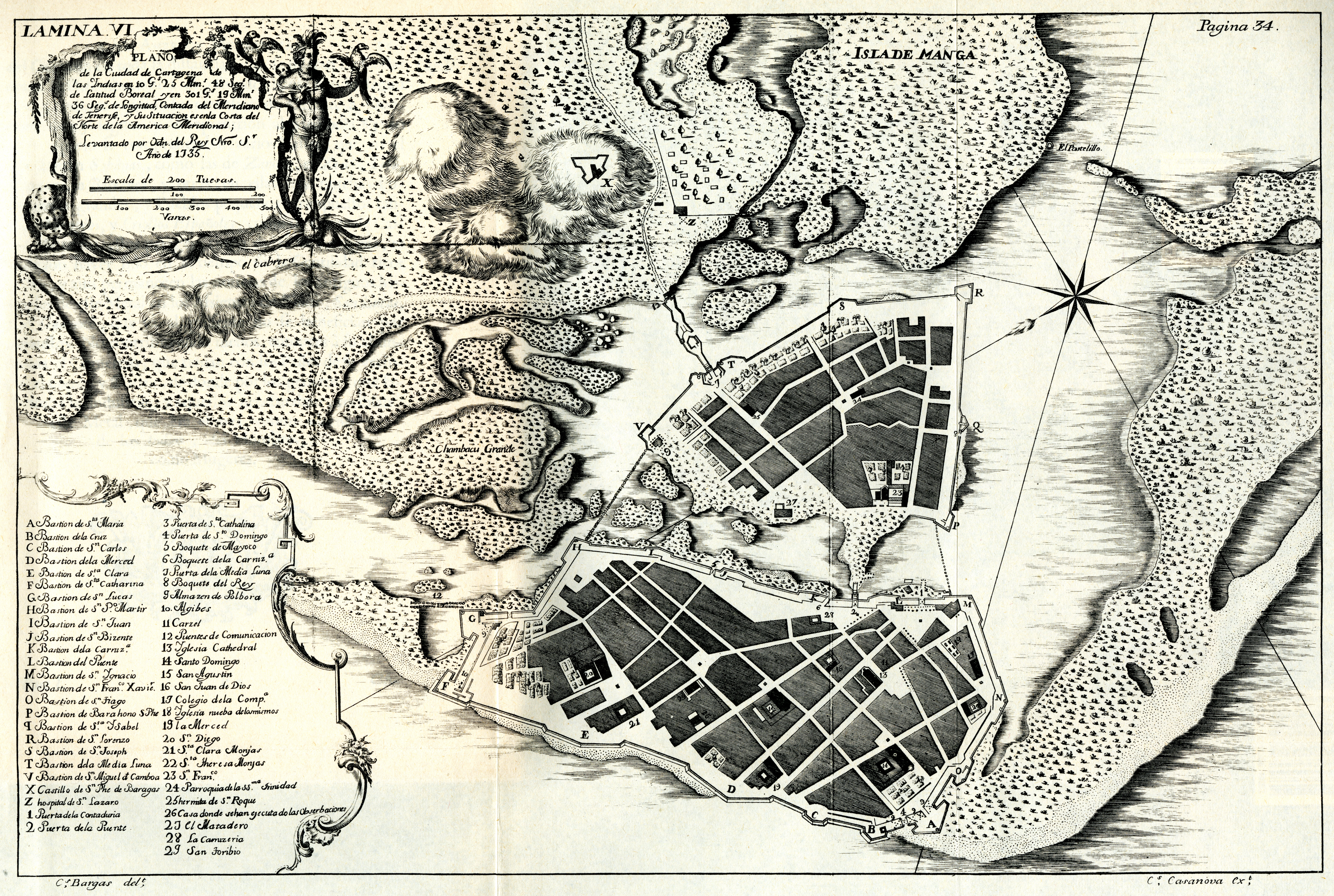
Plano de Cartagena de las Indias realizado en 1735 y publicado en la Obra Relación Histórica del Viaje a la América Meridional, de Jorge Juan y Antonio de Ulloa.

La Ciudad de Cartagena de Indias, fundada en 1533 por Don Pedro de Heredia, como se comentó en el anterior capítulo, lentamente fue creciendo durante las décadas subsiguientes del siglo XVI. Al principio como un villorrio de palos, que se incendió varias veces, razón por la cual, para 1550, los alcaldes comenzaron a edificar en piedra coralina. La desastrosa visita de Robert O'Baal, en 1543 a Cartagena alarmó a la corona acerca de los paseos de los piratas por el Caribe, con todos los gastos pagos por las coronas enemigas de Francia e Inglaterra.
Los títulos "Llave y Antemural del Reino" y "Llave de las Indias" no eran en vano para Cartagena, estos solamente son explicables en su estratégica posición en el Caribe; su relación directa con la feria de Portobelo y el virreinato del Perú y su profunda y segura bahía. Lentamente esto la convirtió en punto obligado de parada, para abastecer a la tropa y comerciar con la península y otras colonias.
Pero, ¿Por qué los ataques de los piratas afectaban tanto la economía española? Sencillo, la corona había establecido el monopolio del comercio con América, y esto hacía fácil de interceptar e incomunicar la península con el continente. Parece que esa movida española fuera tonta, pero no, los españoles conservaban ese monopolio para enriquecerse y no querían que otros lo explotaran. Básicamente, las dos grandes flotas que existieron entre las colonias y España fueron dos: "La Flota de los Galeones" y "La Armada de Galeones". Este sistema de flotas era la única forma de salvaguardar el comercio, pues los barcos en grupos se protegían de los ataques piratas.
El primer convoy que salía de alguno de los puertos de Andalucía como: Palos de la Frontera, Sanlúcar de Barrameda o Cádiz, esta flota partía con rumbo final Veracruz en la América Septentrional, y antes de llegar allí pasaba por alguna dependencia marina estratégica como pudiera ser Santo Domingo, Santiago de Cuba y La Habana, así como también destinarse en parte a la subsistencia de San Agustín de la Florida. Este convoy, además de enviar bienes manufacturados y personas a los destinos mencionados, también lo hacía México, y además a Acapulco, para ser embarcado en el Galeón de Manila, con destino a la Capitanía General de las Filipinas. El Galeón de Manila viajaba una sola vez al año, usualmente entre junio y julio, pues "La Flota" salía de España en marzo o abril, y llegaba a Veracruz a finales de mayo. 
El segundo convoy, que naturalmente salía de España, tomaba a partir de las islas de Sotavento y Puerto Rico (San Martín, Vírgenes y San Cristóbal y Nieves) rumbo sur, hasta llegar a Cartagena, donde se abastecía a las naves y se recibían prodflota; posteriormente, las naves se iban a Portobelo, donde se celebraba una feria comercial. Por un camino que salía de Portobelo, y pasaba por lo que hoy es el Canal de Panamá, las mercancías y personas pasaban al Pacífico y se embarcaban al Callao, puerta del Virreinato del Perú. Este viaje se hacía en reversa hasta Cartagena, donde nuevamente se abastecían las naves, se recibían mercancías desde el Perú y se enviaban mercancías de la Nueva Granada en el Galeón, que se dirigía finalmente a La Habana y de allí a España. Cartagena, era un puerto clave para la joya de la corona en Sudamérica: el Virreinato del Perú; además, su céntrica ubicación la hacía perfecta para abastecimiento y centro de operaciones para una supuesta guerra con Inglaterra, Países Bajos o Francia. Además de su posición estratégica, el territorio alrededor de la ciudad ofrecía buenas condiciones para ser puerto: una segura bahía, ventajosa topografía defensiva, y costas sanas; en comparación con las costas de las Antillas y el istmo donde la selva llega a la playa y las bahías son pandas en su mayoría.
Para finales del siglo XVI, Cartagena contaba con una defensa mediocre, pues la burocracia colonial sobreestimaba las condiciones geográficas. La totalidad de las defensas de la villa eran el obsoleto "Boquerón", un simple torreón medieval ubicado en el actual fuerte del Pastelillo, rodeado de almenas bajas, unas culebrinas montadas sobre un terraplén en el actual fuerte del Reducto en la bocacalle de la Media Luna y la Avenida del Arsenal. Con el desastre de Baal y otros oprobiosos visitantes, Sevilla finalmente decidió enviar ingenieros y dinero para defender apropiadamente la guardiana del reino.
El diseño general de la estrategia defensiva cartagenera pertenece a los siglos XVII y XVIII aunque el inicio de su construcción fue a finales del siglo XVI. Este sistema de defensa, revolucionario en su época, es la antítesis a la muralla medieval clásica, alta y recta, diseñada para impedir que el enemigo la escale. El nuevo concepto, es que la fortificación pierda altura y gane en espesor, resistiendo el embate de los cañones. Se diseña para ofrecer el menor blanco posible, dificultar la apertura de brechas en las cortinas y disponer sobre ellas de explanadas para las piezas que habrían de responder al sitiador. 
En esta época aparece el nuevo elemento del baluarte, la evolución del torreón medieval. El baluarte es un saliente anguloso de las cortinas que protege las cortinas contiguas al mismo en colaboración con los baluartes que le siguen y que son cerrados por las mismas cortinas. Por su espesor es inútil dispararles, pues no se logra nada, pero al sitiador solamente le queda la opción de disparar a las cortinas, que a pesar de ser espesas, lo son menos que los baluartes; al abrirse la brecha, que es menor, si el sitiador intenta profundizarla enviando tropas, estas serían masacradas por los cañones de los baluartes contiguos, que protegen la brecha en su totalidad. 
Los ingenieros, al llegar a las Indias rodeados de libros y modelos hechos en Europa se estrellaron con la cruda realidad: las planicies del Viejo Continente no existen aquí, y se encontraron con playas irregulares y coralinas, dominadas por islotes rodeados por mangles impenetrables. Todo esto, con la lluvia y el calor del trópico. Estos hábiles ingenieros, tuvieron el doble de dificultad, pues se enfrentaban al hundimiento de los fuertes por su peso, al salitre, al moho, al  mar tragándose las cortinas y a un sinfín de amenazas permanentes, elevando los costos de construcción y mantenimiento.
Después de ensayo y error, los ingenieros decidieron que la mejor opción era ceñirse al agua, no importaban ni el costo ni los peligros, pues estos eran compensados por su amplia protección. Con esto, las únicas formas de acercarse a tierra firme eran por el Cabrero y Bocagrande. La obsesión por aprovechar la defensa marina y la inclemencia de las playas, fue tal, que a finales del siglo XIX, el lote donde hoy quedan los Colegios Salesianos y media cuadra del barrio San Diego, eran solares desperdiciados, demostrando que el plano defensivo excedió el perímetro urbano previo. Este sistema abaluartado, que rodeaba el agua, deja solamente una forma de sitiar a la ciudad: por tierra. La única conexión con tierra desde Cartagena era la Media Luna, un fuerte, al final de getsemaní del que sobresalía un paso sobre el agua, flanqueado por varios fosos y revellín, impidiendo la entrada del indeseable.
Para el siglo XVII, después de fortificar sólidamente la ciudad, llegó el campanazo de alerta: la invasión del Barón de Pointis a Cartagena. Pointis conquistó la plaza, destrozando las exiguas fortificaciones en la bahía y llevando a los cimientos al Boquerón. Nuevamente, Sevilla encarga el diseño de fortificaciones, ya no en la ciudad misma, sino en la bahía, para recibir con propiedad la visita de los piratas. El primitivo fuerte de San Matías, ubicado en el actual Laguito, fue desmantelado para construir el fuerte de Santa Cruz, en la Punta de Castillo Grande, del que se conserva una parte donde funciona La Iguana en el Club Naval de Oficiales. Posteriormente el Fuerte de Manzanillo, los Fuertes de Bocachica (varias veces reformados desde la llegada de Vernón), las Baterías de Tierrabomba, la escollera submarina y diversas adecuaciones a los fuertes mismos, defendiendo a Cartagena hasta finales del siglo XVIII.
En lo referente al desarrollo urbanístico, el diseño de Cartagena es completamente irregular, con desembocadura a diversas plazas. Las viviendas eran construidas con todo lo que hubiere a la mano, desde buen ladrillo, hasta piedra coralina común, cubriéndolo con eternas capas de cal, que refrigeraban la vivienda. Los techos altos, y los balcones salidos, tenían su objetivo: sombrear las calles y bajar la temperatura. 
El concepto de mercado en Cartagena, fue acuñado solo para principios del siglo XX, con la creación del mercado público de Barahona, pues en la colonia la ciudad en sí misma era el mercado. Las carnicerías, estaban ubicadas en la zona del actual teatro Heredia, mientras que las frutas y verduras en la calle de las Carretas y Badillo, los esclavos frente a la torre del reloj y las aduanas frente a la alcaldía.

### Santa Marta: la Perla de América
Desde la fundación de Cartagena, en 1533, Santa Marta perdió gran parte de su importancia. Aun así ella era la capital de una Gobernación, la Gobernación de Santa Marta, la cual era muy productiva.
La colonización hacia el interior desde Santa Marta se prolongó por mucho tiempo, y Santa Marta prefería enfocarse en sí misma y producir para subsistir. Aun así, Santa Marta conservó y conserva la belleza de su paisaje desde el primer día, y siempre fue conocida por su honda y bella bahía, buen refugio (posiblemente mejor que la de Cartagena) para naves.
Esta Gobernación se enfocó en las haciendas esclavistas al sur de la actual Ciénaga (Magdalena), pues eran tierras de considerable fertilidad y prácticamente sin ondulaciones, los cultivos más comunes en estas haciendas eran el Banano, el Maíz y la Guayaba.
De otro lado, el comercio minorista dentro de la Gobernación de Santa Marta era el segundo negocio más rentable.

### Bogotá: la vida del altiplano
Desde su fundación en 1538, los primeros años de la ciudad fueron duros, por no decir que estuvo a punto de desaparecer. La odisea de Jiménez de Quesada por encontrar El Dorado dejó a la joven villa sin el fuerte liderazgo necesario para crecer.
Finalmente, después de la muerte de Jiménez de Quesada, Bogotá comenzó a despegar, con la planificación de la Ciudad. El trazado primitivo de la urbe alrededor de la Iglesia del Humilladero fue dejado atrás y se decidió hacer una ciudad cuadriculada al otro lado del río San Francisco (Av. Jiménez). Amplia plaza de mercado, nomenclatura organizada, viviendas de lujo y edificaciones públicas amplias. Todo lo necesario para un centro administrativo de prestigio.
La vocación administrativa de Bogotá se notó pasados unos lustros desde fundada, su céntrica posición, la disponibilidad de recursos y su cercanía relativa a otras villas la hacía idónea para funcionar como centro neurálgico del gobierno Colonial. Atendiendo los reclamos de Gonzalo Jiménez de Quezada, Carlos V concedió a Bogotá el título de ciudad el 27 de julio de 1540. Pese a no ser un virreinato en sí, la Nueva Granada fue organizada bajo la autoridad de la Real Audiencia de Santafé. La Real Audiencia fue creada por la Cédula Real del 17 de julio de 1549; la autoridad de ella comprendía los territorios comprendidos por las provincias de Santa Marta, Río de San Juan, Popayán, Guayana, Cartagena y la Capitanía de Venezuela. La Real Audiencia era órgano supremo de poder, administraba la justicia, organizaba la administración pública y se le encargó "pacificar" el territorio. 
La primera sesión de la Real Audiencia de Santafé se hizo el 7 de abril de 1550 en una casona que daba a la plaza de Bolívar, donde hoy queda el Palacio de Justicia. Los Magistrados de la Real Audiencia eran conocidos como Oidores. Lejos de gobernar con justicia y buscar el bienestar general los Oidores demostraron ser la más pura y efectiva corruptela, lo que al final sería uno de los motivos por los cuales se dio la independencia.
Molesto con la gestión de los Oidores, Madrid enviaba a los Visitadores, incógnitos de la corte que viajaban por las colonias y hacían un reporte de la situación para que su majestad decidiera. El sistema demostró ser bastante ineficaz, razón por la que solo perduró entre 1545 y 1558. El primer visitador fue Don Pedro de Ursúa. La lentitud de los visitadores para hacer reportes y el creciente poder y corrupción en la Real Audiencia fueron la gota que colmó la copa, y Madrid decidió enviar a Santafé de Bogotá un "hombre fuerte" para controlar la situación. Por eso, desde 1564 hasta 1717 en la Nueva Granada existió un presidente, quien controlaba a la Real Audiencia. El primer presidente, fue Don Andrés Díaz Vénero de Leyva. Las intrigas políticas siempre fueron tema de conversación en la Bogotá colonial, hasta tal punto que durante esta época se fraguó un golpe de Estado -el primero que hubo en América- en 1715. Los Oidores se rebelaron contra Don Francisco Meneses Bravo de Sarabia, originando una crisis en el sistema presidencial, el golpe contra Meneses y la nueva situación política en España durante la época acabaron con la presidencia y dieron origen al virreinato. Dicha secuencia de situaciones durante toda la colonia demuestran la preponderancia en asuntos político-administrativos de Bogotá frente a otras ciudades.
En el plano económico, Bogotá nunca fue tan activa y rica como las ciudades de la Costa, que se llevaban el trofeo de la riqueza, pero de igual forma la producción de sal en Zipaquirá, el cultivo de arracacha, papa y otros tubérculos fueron el fuerte de Bogotá.
La minería en el Nuevo Reino de Granada siempre fue importante, sobre todo la de cobre y esmeraldas, unos trabajos que fueron llevados a cabo por los indígenas muiscas. 
La encomienda se desarrolló con más fuerza en esta región que en ninguna otra, quizás por la disponibilidad de muchos terrenos limpios y aptos para explotar, además de millones de mano de obra indígena "encomendable" al puñado de españoles que poblaron la zona. Para 1591, solo en Cundinamarca y Boyacá existieron ocho pueblos de encomienda donde se censó a 61,385 indígenas. La crueldad de muchos españoles contra la población indígena llegó a tales extremos que el mismo Jiménez de Quezada, gran jurista y hombre de humanidades, rogó a Carlos V leyes que protegieran a los indios. La ley Indiana y otros intentos resultaron vanos, ya que el maltrato continuó e incluso los defensores de los indígenas eran arrestados y condenados a muerte.
Muchos españoles que provenían de las zonas más frías de la península se asentaban en Bogotá debido a que preferían su clima, un hecho que influyó notablemente en la cultura de la sabana.

### Los estamentos sociales
La sociedad colonial establecía un rígido sistema de castas sociales en el que los españoles estaban a la cabeza, ocupando la totalidad de los puestos de gobierno. Después de ellos venían los criollos, quienes eran hijos de españoles con mestizos o indígenas americanos; o sencillamente españoles racialmente puros pero nacidos en América. Luego estaban los mestizos e indígenas que no tenían ninguna relación con los españoles pero eran libres y, finalmente, los pocos indígenas que sobrevivieron a los trabajos forzados y los negros, que conformaban la casta esclava.
La estructura colonial española, de hecho, era bastante similar a la de otras colonizaciones llevadas a cabo por colonos europeos, pero tenía una pequeña particularidad: la línea divisoria entre los colonizadores y los colonizados, que era bastante clara en casos como Francia e Inglaterra, se volvía difusa en el caso español porque englobaba el asunto pendiente los criollos, quienes pese a ser españoles en toda regla, se veían excluidos dentro del sistema social para las posiciones importantes y el gobierno al darse en ellos la  circunstancia de haber nacido más allá de Fisterre. Además, muchos criollos eran hijos de español con indígena o negro y en ese caso determinado dicho remanente racial suponía un agravante que obstaculizaba todavía más la participación activa de estos criollos en el gobierno y la economía coloniales. Estas dos situaciones sociales fueron parte de la pólvora que encendió el proceso de independencia.
Los indígenas libres que pudieron salirse del sistema de encomiendas no tuvieron otra alternativa que dedicarse a la servidumbre y a los trabajos —pésimamente— pagados en trapiches y a otros trabajos que los esclavos no hacían —por lo fáciles—, y los criollos tampoco —por lo indignos—. Los indígenas que se liberaron y conservaron algunas tradiciones volvieron a las selvas y las rescataron, en parte, hasta el siglo XIX.
Los esclavos, naturalmente, hacían lo que les fuera ordenado, y permanecieron en la ignorancia. Vivían en condiciones infrahumanas, pero la misma ignorancia les impedía exigir una vivienda mejor y un trato más justo.

### Arte y literatura de la colonia
El arte y la literatura coloniales eran estrictamente controlados por el gobierno y por ello en la mayoría de los caso se referían a asuntos gubernamentales y religiosos. En el concierto artístico internacional, el arte colonial colombiano parece no ser tan apreciado pues otras escuelas artísticas como la limeña y la quiteña eran más acordes al gusto barroco que imperaba en la época. Aun así el arte colombiano colonial dejó mucho para el acervo cultural de nuestro país. La literatura colonial fue bastante escasa, y al igual que el arte plástico, era estrictamente controlado por el gobierno. Felipe II autorizó la Real Cédula de 1578 que restringía la producción literaria en las colonias, prohibiendo las novelas de caballería y los periódicos que por esa época eran las formas más sencillas que podían incitar a la gente a cualquier sentimiento emancipador. Por ello florecieron la Poesía y las crónicas de Indias.

#### Literatura

##### Claribalte: la primera novela en América
Mientras habitaba la desaparecida Ciudad de Santa María la Antigua del Darién, el cronista y escritor Gonzalo Fernández de Oviedo, quien hacía las veces de Gobernador de la Provincia se dedicó a escribir una novela a la que llamó Claribalte. La verdadera importancia de Claribalte estriba en el hecho de que fue la primera novela escrita en tierras americanas y el único ejemplo de las novelas de caballería que se daría en América, ya que estas fueron prohibidas posteriormente.
La historia de Claribalte es el clásico estereotipo del caballero y la doncella, y se desarrolla en Europa. Claribalte, humilde sirviente se enamora de la hija de su señor, impidiendo su matrimonio. El rey se entera de los amores entre su hija y el sirviente y lo destierra; Claribalte se las ingenia para ser caballero, y combate por toda Europa, hasta que derrota a los bizantinos, eternos enemigos de su rey. Después de todas estas proezas Claribalte vuelve a la gracia de su señor quien le permite casarse con su hija, quien ya esperaba un hijo de Claribalte.
Además de Claribalte, Gonzalo Fernández de Oviedo escribió crónicas de Indias, específicamente sobre la región en la que vivió.

##### Crónicas de Indias
Cuando el Gobierno Español aún no ejercía un control directo sobre la producción literaria americana, los primeros españoles que llegaron a la zona se dedicaron a escribir acerca de lo que observaban en estas nuevas tierras, convirtiéndose en los ojos de España en sus dominios. Existen cuatro clases de crónicas de Indias: las descriptivas, las seudocrónicas, las evangelistas y las indigenistas, en su orden de edición.
La primera crónica de indias de la historia, es el Diario de Viaje de Cristóbal Colón, escrito durante sus cuatro viajes a América entre 1492 y 1504. En esta se nos habla de la flora de las zonas exploradas, la fisionomía de los indígenas, algunas tradiciones y la formación de las primeras dos ciudades, "Navidad" e "Isabela". 
Al Diario de Viaje seguirían los trabajos más técnicos de expertos y dirigentes que viajaron años más tarde, como Juan De la Cosa, Américo Vespucio y el mismo Gonzalo Fernández de Oviedo, que describían detalladamente la exuberante flora, la intrigante fauna y los paisajes en general. Además de escribir crónicas, Juan de la Cosa y Vespucio pretendieron llevar a cabola edición de un mapa de América.
Con el poblamiento de las zonas costeras y el establecimiento de las primeras colonias, como en cualquier cosa, comenzaron a llegar los oportunistas. Embaucadores, literatos racistas y desocupados ignorantes decidieron comenzar una fase literaria conocida como las "seudocrónicas" porque, mediante relatos exagerados o alterados en todo o en parte, describían a los indígenas americanos como simples caníbales atrasados e incultos. Todo esto se hacía con el objeto de ganar más dinero: de hecho la mayoría de los seudocronistas jamás pisaron América aunque algunos como Nuñez Cabeza de Vaca lo hicieron por poco tiempo, que consideraron suficiente para incluir toda clase de exageraciones en sus obras. La avalancha de seudocrónicas sería cortada de raíz por la Real Cédula de 1578, que como ya sabemos prohibió la producción literaria sobre los temas directa o indirectamente relacionados con América que no estuvieran permitidos por la corona.
Como la Real Cédula de 1578 eximía a la Iglesia de los controles del estado, muchos frailes que viajaron a América comenzaron a escribir crónicas acerca del proceso de evangelización y el impacto que esta tuvo en la población indígena. Destaca en este género Fray Bartolomé de las Casas, quien al contrario de otros hermanos franciscanos no se limitó a documentar su experiencia «educativa y culturizadora» sino que también criticó el maltrato a los indígenas y la cara negativa de la evangelización.
Finalmente, con el paso del tiempo el género de la crónica comenzó a decaer, pero a mediados del siglo XVII e inclusive en el XVIII surgen los cronistas indigenistas, quienes eran criollos y mestizos cultos, que rescataron el género de la crónica a manera de ensayo para exponer el maltrato y el genocidio cometido por las autoridades españolas. Muchos de estos cronistas fueron figuras ilustres en el proceso independentista.
Como vemos, la crónica fue, junto con la poesía, la forma de expresión literaria de la colonia.

##### Escritores camuflados
Además de los cronistas evangelistas e indigenistas, hubo otra tendencia de resistencia contra la Real Cédula de 1578, los llamados "escritores camuflados", quienes escribían poesía y ensayos incendiarios por medio de seudónimos, direcciones falsas e identidades robadas para escapar a la persecución de la policía y a las "Brigadas de la Moral", integradas por ciudadanos piadosos a los que las autoridades eclesiásticas y civiles animaban a perseguir a dichos escritores.